# کورت ام. کمپل
کورت ام. کمپل (انگلیسی: Kurt M. Campbell؛ زادهٔ ۲۷ اوت ۱۹۵۷) یک سیاستمدار، دیپلمات و تاجر اهل ایالات متحده آمریکا است که از سال ۲۰۲۴  تا  ۲۰۲۵ به‌عنوان قائم مقام وزیر امور خارجه ایالات متحده آمریکا خدمت کرد . او پیشتر و در دولت جو بایدن به‌عنوان هماهنگ کننده شورای امنیت ملی برای شرق آسیا و اقیانوسیه فعالیت می‌کرد.